# جامعة تكساس في أرلينغتون
جامعة تكساس في أرلينغتون هي جامعة حكومية مختصة بالبحث العلمي وتقع في في مدينة أريلنغتون في الولاية الأمريكية تكساس. تقع مباني تلك الجامعة في منطقة دالاس فورت التي تعتبر من أبرز المناطق الحضارية في الولايات المتحدة الأمريكية. أُسست تلك الجامعة في عام 1895، وكانت تضم نظام أي اند ام لمدة عقدين من الزمن، إلى أن استبدال هذاالنظام بنظام جامعة تكساس في عام 1965.